# Tiberius Claudius Atticus
Tiberius Claudius Atticus (vollständige Namensform Tiberius Claudius Spuri filius Atticus) war ein im 1. Jahrhundert n. Chr. lebender Angehöriger des römischen Ritterstandes (Eques).
Durch ein Militärdiplom, das auf den 20. Mai 74 datiert ist, ist belegt, dass Atticus im Jahr 74 Kommandeur der Ala Scubulorum war, die zu diesem Zeitpunkt im Heeresbezirk Germania superior stationiert war.